# Mozbot
Mozbot — IRC-бот на Perl, изначально созданный для использования на IRC‐каналах проекта Mozilla.
Используется, например, на irc://irc.mozilla.org для следующих ботов:
- firebot или firewolfbot — принадлежит Крису Крузу[уточнить] (англ. Chris Crews), который в сентябре 2008 года взял на себя продолжение остановившейся примерно в 2005 разработки Mozbot.[1]
- nullbot
- ранее также mozbot[2][3].

## История выпусков
- 2002-03-08 — 2.2
- 2002-04-01 — 2.4
- 2009-04-01 — 2.6